# Alfredo Galán Sotillo
Alfredo Galán Sotillo (Puertollano, 22 de desembre del 1977), més conegut com l'Assassí de la baralla, és un assassí en sèrie espanyol condemnat a 140 anys i tres mesos de presó per sis assassinats i tres intents d'homicidi. Va matar les seves víctimes amb una pistola Tokarev TT-33 que va portar a Espanya del seu pas com a militar per Bòsnia i Hercegovina, i es va fer conegut per la seva curiosa manera de marcar els seus assassinats amb naips. El seu nom d'"assassí de la baralla" es deu al fet que en el seu primer assassinat casualment hi havia una carta de baralla a terra, la premsa de forma precipitada li va donar aquest nom i l'assassí es va embravir i va prendre com a pròpia aquesta signatura.

## Biografia
Va estudiar EGB i més tard BUP a l'institut, on va arribar a ser delegat de classe. Els seus mestres el recorden com un estudiant poc destacable i introvertit. El setembre del 1998 entra en l'Exèrcit espanyol, on arriba a ser caporal primera en la Brigada Cuirassada, concretament en la 2a companyia del Regiment d'Infanteria Mecanitzada "Asturias" n. 31. Va participar en dues missions humanitàries a Bòsnia i Hercegovina. Va suspendre les proves físiques d'accés a l'Escala de Caporals i Guàrdies de la Guàrdia Civil. En 2003, després de la catàstrofe del Prestige a Galícia, la seva unitat és rellevada de Bòsnia i enviada a netejar el chapapote. Després de robar un cotxe, té problemes amb els seus superiors. Més tard és enviat a l'hospital Gómez Ulla de Madrid, on li diagnostiquen neurosi i ansietat, i, encara que la seva medicació era incompatible amb l'alcohol, ell seguia bevent, i al març de 2003 se li dona la baixa definitiva. Aquest mateix mes comença a treballar com a guàrdia de seguretat en l'aeroport de Barajas, ja que, en discutir amb el seu superior, ell sabia que no duraria molt a l'Exèrcit, per la qual cosa havia començat a buscar treballs.

## Assassinats
Alfredo Galán Sotillo va demostrar ser un bon tirador en els seus sis assassinats i les tres temptatives. Totes les seves víctimes van ser assassinades a frec de roba, la qual cosa explica per què no van reaccionar. Sempre disparava al cap, al clatell o a l'esquena. La seva primera víctima (5 de febrer de 2003) era un noi de 18 anys que esperava l'autobús en una parada, prop de Barajas. Al seu costat va deixar un as de copes, igual que en les seves següents víctimes. Aquesta signatura va ser la que va donar lloc al seu nom. Els forenses que van intervenir en la novena sessió del judici van coincidir en una cosa: la persona que va disparar contra les víctimes ho va fer a escassos centímetres, gairebé a frec de roba. Ho demostra el fet que, en disparar a frec de roba, la pólvora crema l'orifici d'entrada. També hi havia restes metàl·liques procedents del fulminant i, quan toca l'os, produeix un fort esclat de la regió òssia. A més, el propi fum de la detonació taca la part propera a la ferida. Els perits que van realitzar l'autòpsia de Juan Francisco Ledesma Ledesma van coincidir que la bala va entrar per la regió occipital —la part posterior del cap— i va sortir prop de l'ull dret, la qual cosa el va matar en l'acte.
El tret va ser efectuat en una direcció paral·lela al sòl. Els forenses reafirmen que el tret va poder efectuar-se amb la víctima de genolls, detall que ja havia estat exposat per l'assassí en lliurar-se al juliol de 2003 a la comissaria de Puertollano. Una osca en el sòcol de l'habitació, procedent del projectil percutit, així ho confirmava.
Juan Carlos Martín Estacio va ser assassinat amb el mateix modus operandi. Va morir d'un tret en el cap realitzat per l'esquena i amb una trajectòria paral·lela al sòl.
Els assassinats d'Alcalá de Henares també van ser a boca de canó. El fill de la propietària del bar Rojas, Mikel Jiménez Sánchez, va morir pel tret que va entrar per la regió temporal i va sortir per la zona esquerra, per encaixar-se a l'espatlla. Juana Dolores Uclés va rebre un tret a la zona superior de l'ull dret. Igual que els altres, el tret va ser mortal. El matrimoni assassinat, compost per George i Diona Magda, va ser sorprès en un passadís fosc. El primer a ser disparat va ser l'home, des d'un lateral de la seva esquena. La seva esposa, sorpresa, es va girar i va intentar protegir-se amb el braç esquerre. Alfredo li va disparar tres vegades més. Dos dels projectils la van aconseguir en el cap amb una distància de tan sols quatre centímetres. Va morir als dos dies. La trajectòria de les bales era lleugerament descendent, com si haguessin estat efectuats a una gran altura. Galán Sotillo mesura 1.90 m. L'arma homicida és una Tokarev TT-33, calibre 7.62. El detingut va explicar que la va tirar a un abocador de Puertollano.
Eduardo Salas va resultar ferit d'un tret en la cara el 7 de març de 2003, quan estava amb una amiga, Anahid C., en l'avinguda de Viñuelas de Tres Cantos. De sobte se'ls va acostar un home alt que va treure una pistola i li va disparar una vegada a la cara. El projectil li va entrar pel queix dret i li va sortir per la part posterior del coll. La víctima va caure desplomada al sòl, sagnant abundantment.
Alfredo es va acostar a l'acompanyant de la víctima amb intenció d'efectuar un altre tret, però la Tokarev es va encasquillar. La dona es va agenollar i es va protegir el cap amb els braços. Alfredo va tirar un dos de copes al costat de la seva víctima.
Alfredo Galán Sotillo es va lliurar la tarda del 3 de juliol a la comissaria de Puertollano (Ciudad Real), on confessa ser l'assassí de la baralla.

## Confessió
El judici d'Alfredo Galán va estar ple d'irregularitats, culpa dels continus canvis de declaracions de l'acusat. El dia 10 de setembre va canviar la seva versió davant la jutge del Jutjat d'Instrucció número 10 de Madrid, exposant que les raons per les quals havia “confessat” ser l'assassí, va ser solament perquè un neonazi l'havia amenaçat amb matar les seves germanes si no s'inculpava. Al·lega que li va vendre la Tokarev abans dels assassinats, al grup del susdit neonazi. Aquesta declaració no va ser presa en compte per la jutge.
A més de la seva confessió és trobat un beina de bala procedent del tret que va matar el porter. També es van trobar les peces usades per cometre els assassinats. La sobtada aturada d'assassinats després de la seva detenció, la identificació per part dels supervivents i el fet d'haver estat a Bòsnia, on suposadament va comprar l'arma usada en els assassinats van ser dades rellevants aportades al judici.

## Judici i sentencia
L'Audiència Provincial de Madrid va condemnar a 140 anys i tres mesos de presó l'ex militar Alfredo Galán, l' 'assassí de la baralla', per matar en 2003 sis persones i intentar-ho amb tres més a la Comunitat de Madrid.
El tribunal va acordar portar al límit màxim les penes previstes per a tots els delictes donat el manifest de menyspreu per la vida humana exposat per l'acusat. En qualsevol cas, i d'acord amb la llei espanyola, l'"assassí de la baralla" no complirà més de 25 anys de presó.
Per condemnar a Alfredo Galán la sentència comença reconeixent "validesa probatòria" de la confessió efectuada per l'acusat després d'haver-se lliurat a la Policia Local de Puertollano (Ciudad Real) el 3 de juliol de 2003, més tard va reconèixer els fets davant el jutge d'instrucció, però els va negar en declarar en el Jutjat d'Instrucció número 10 de Madrid.
Només ha reconegut com a cert que va comprar a Bòsnia una pistola Tokarev TT-33, de calibre 7.62, i la va introduir il·legalment a Espanya. L'arma va ser trobada a casa dels seus pares malgrat que Alfredo Galán va assegurar que l'havia venut a un conegut el gener de 2003. Segons balística, els projectils procedeixen d'aquesta pistola.
El tribunal considera que aquests fets i la confessió de l'acusat (a més de certs detalls que no han estat publicats), incriminen al condemnat. A més, els jutges consideren el silenci del reu una reafirmació de la seva culpabilitat.
A més, la sentència, que no reconeix l'existència de cap mena de patologia psiquiàtrica en Alfredo Galán, eximeix de responsabilitat civil a l'Estat.
El tribunal basa la seva exempció a l'Estat en el fet que els delictes no es van cometre en un establiment de propietat estatal i que l'arma utilitzada no va ser la reglamentària ni els assassinats es van perpetrar "en l'exercici del càrrec" del condemnat, tal com exigeix la llei.
D'acord amb la sentència, Alfredo Galán haurà d'indemnitzar als familiars de les víctimes i a les tres d'elles que van sobreviure amb un total de 609.182 euros per danys morals i lesions.
Segons el testimoniatge d'un policia durant el judici, l'assassí sempre donava els bon dia a les seves víctimes i els demanava "per favor" que s'agenollessin abans de disparar-los "perquè l'educació és el primer a la vida".
D'acord amb l'informe dels psiquiatres que van examinar a l'ara condemnat, Alfredo Galán és "un depredador humà que surt a la caça de l'home per humiliar-lo i matar-lo". Aquests experts van assegurar llavors que aquest tipus de comportament només es veu en la naturalesa, per la qual cosa hauria de ser estudiat per la branca social i no per la psiquiàtrica.